# Plynová komora

Historie užití a zákonů ohledně poprav plynovými komorami v USA.
Plynová komora slouží jako druhotná metoda popravy.
V minulosti plynová komora užita, ale v současnosti nikoliv.
Stát nikdy neužíval plynovou komoru.

Plynová komora je zařízení určené k usmrcení lidí nebo zvířat, jedná se o uzavřenou místnost, do které se vhání jedovatý nebo uspávací plyn. Plynové komory se pro popravy v USA začaly užívat začátkem 20. let 20. století. Během holokaustu velké plynové komory pro hromadné zabíjení užívalo nacistické Německo jako součást genocidy.

## Nacistické Německo

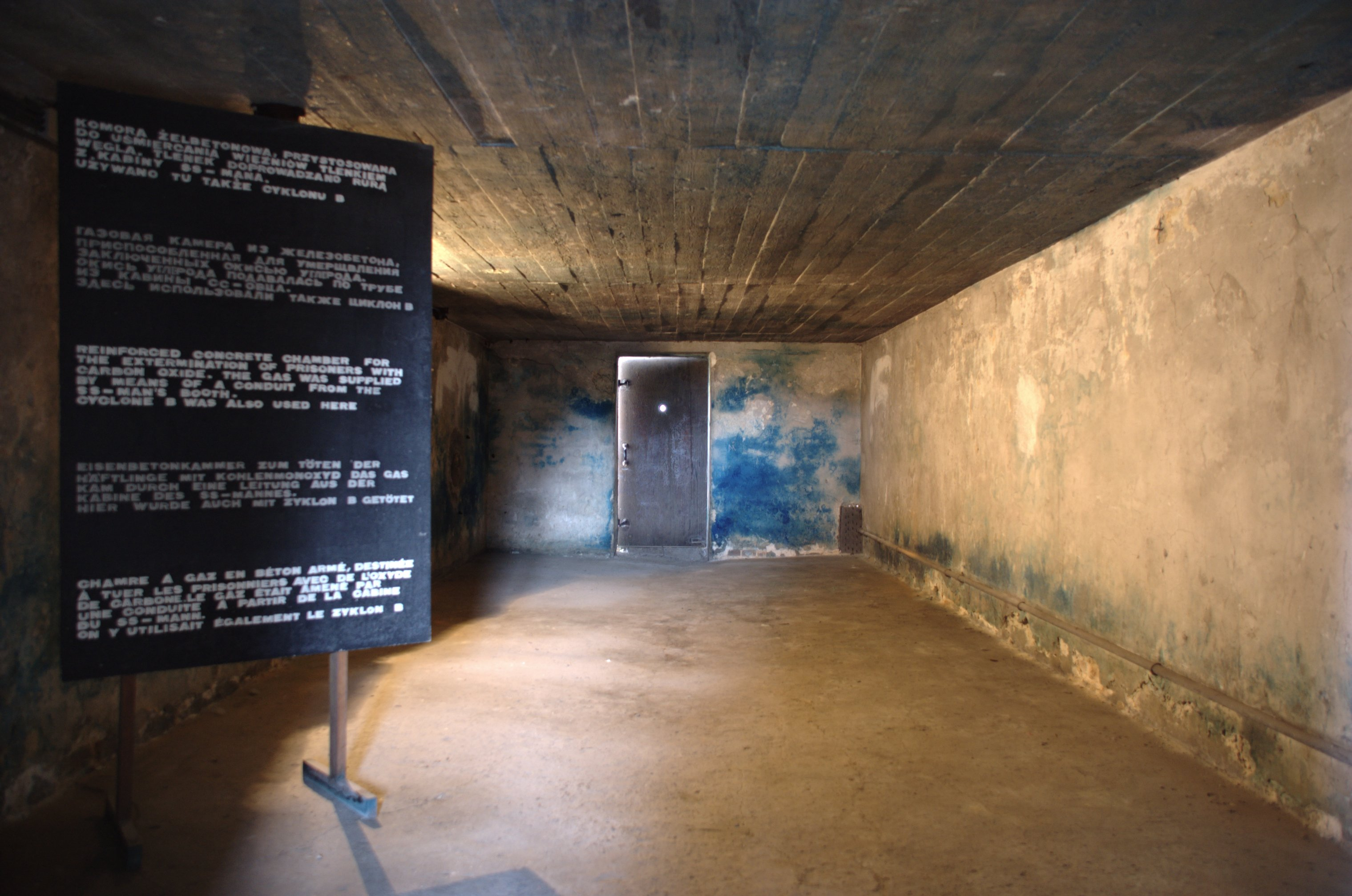
Plynová komora v KT Majdanek

Nacisté svoji první plynovou komoru vyprojektovali pro likvidaci nemocných z léčeben, přednostně Židů, v rámci tajného programu T4. Již tato jejich první komora připomínala sprchy a sloužila k zavraždění asi dvou desítek lidí najednou. Protesty proti programu vedly k jeho oficiálnímu ukončení. I to mohl být jeden z důvodů, proč mnoho vyhlazovacích táborů budovali nacisté mimo území Německa.
Předchůdce plynových komor v likvidačních táborech byly pojízdné plynové komory umístěné v nákladních automobilech. Těchto vozů bylo ve velkém měřítku používáno ve vyhlazovacím táboře Chełmno. Pevné plynové komory, ve kterých byly lidé usmrcováni rovněž oxidem uhelnatým z výfukových plynů, fungovaly v rámci Operace Reinhard (tábory Belzec, Sobibor, Treblinka). Nejvíc obětí mají na svědomí plynové komory tábora Auschwitz-Birkenau v Osvětimi, kde se používal Cyklon B, ze kterého se postupně uvolňoval kyanovodík. Tento plyn určený původně k desinsekci se používal i v některých dalších vyhlazovacích táborech, například v Majdanku.

## Popravy v USA

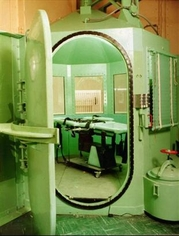
Plynová komora ve věznici San Quentin v USA

K roku 2012 byla provedena zatím poslední poprava s použitím plynové komory v USA a 3. března 1999 v Arizoně.
Plynovou komoru dnes ve Spojených státech využívá asi 5 států jako alternativní způsob popravy. Samotný druh popravy je shledáván jako velice nákladný a nebezpečný pro dozorce, proto jsou spíše využívány jiné metody vykonávání trestu smrti jako např. elektrické křeslo nebo injekce.
Počet lidí odsouzených k trestu smrti v USA podle místních úřadů ubylo. Podle zprávy bylo v roce 2009 k trestu smrti odsouzeno 125 lidí, což je nejméně za posledních 32 let. Na smrt bylo v USA odsouzeno již 3315 lidí.
Samotný postup popravy v USA
1. vězeň je pásy připoután na židli či lehátko,
2. lékař nasadí osobě náustek s hadicí,
3. dozorčí komoru zavře,
4. kat (popravčí) pustí plyn na 60 sekund (nejčastěji se používal kyanovodík).

Detailní průběh popravy se v jednotlivých věznicích a státech liší. Pokud je využita metoda vpuštění plynu do celé komory, je průběh popravy mírně odlišný. Jako v jiných případech, je i zde vězeň několik hodin před exekucí vyzván, aby sepsal dopis na rozloučenou. Dále je vězni umožněn poslední telefonní hovor a nabídnuto poslední jídlo dle přání odsouzence. Poté už je vězeň odveden do sprch, kde se musí umýt. Následně mu jsou zkontrolovány všechny tělní dutiny a části těla, zda v nich vězeň neukrývá nějaký předmět, který by mohl zmařit průběh popravy. Po kontrole se vězeň obléká do oděvu, ve kterém bude popraven. Historicky se většinou jednalo o bílé triko nebo košili a modré kalhoty. To kvůli tomu, že plyn, který je vpouštěn do komory, má většinou světle zelenou barvu a je tedy nutné, aby bylo oblečení dobře viditelné a kontrastní. Vězeň na sobě musí mít minimální množství oblečení, protože se v něm jedovatý plyn během popravy ukládá. Vězeň tedy na sobě nesmí mít během popravy žádné spodní prádlo. Dále pak nejsou povoleny řetízky, přívěšky, náramky a všechny možné doplňky. Odsouzenec musí mít rovněž bosé nohy, aby byly hned po vykonání popravy snadno omyvatelné. Jak se totiž plyn po vypuštění v komoře postupně usazuje, musí dozorci po pročištění místnosti popravenému ihned nohy umýt. Pokud by měl na nohou boty nebo ponožky, usadilo by se v nich velké množství nebezpečné látky. Proto je také ve většině případů cesta z přípravné místnosti do plynové komory pokryta kobercem, aby vězeň nemusel jít bos po betonové nebo železné podlaze.
Poté, co je vězeň přiveden do plynové komory, je připoután ke křeslu nebo lehátku, kde mu jsou pevně spoutány ruce, trup a nohy. Spoután musí být opravdu silně, protože po prvním nádechu jedovatého plynu sebou vězeň začne velmi silně třást. Na jeho hruď jsou umístěny senzory monitorující funkce srdce. Následně je místnost neprodyšně uzavřena. Vězeň je informován, aby pro rychlejší smrt následoval instrukce personálu a hluboce dýchal hned, jakmile je plyn vpuštěn do komory. Jsou totiž známy případy, kdy vězni úmyslně zadržovali dech a prodloužili si tak umírání o několik minut ve velkých bolestech. Pokud vězeň následuje instrukce personálu, smrt nastává hned v prvních minutách.
Jakmile senzory životních funkcí ukáží, že je odsouzenec mrtvý, dozorci vpustí do místnosti čerstvý vzduch, aby vyvětrali jedovatý plyn. V ochranných maskách a oblečení pak vstupují dovnitř, aby sejmuli tělo vězně z křesla. Vězni je ještě v místnosti sundáno oblečení, které se bezpečně uzavírá do neprodyšného pouzdra, aby mohlo být odborně zlikvidováno. Nejvíce kontaminované části těla jsou opláchnuty vodou. Mrtvé tělo odsouzence je pak připoutáno k lehátku a odvezeno z místnosti.

## Další státy
Podle dokumentu BBC z roku 2004 byly plynové komory experimentálně používány k pokusům na lidech v KLDR.